# Indigopflanze

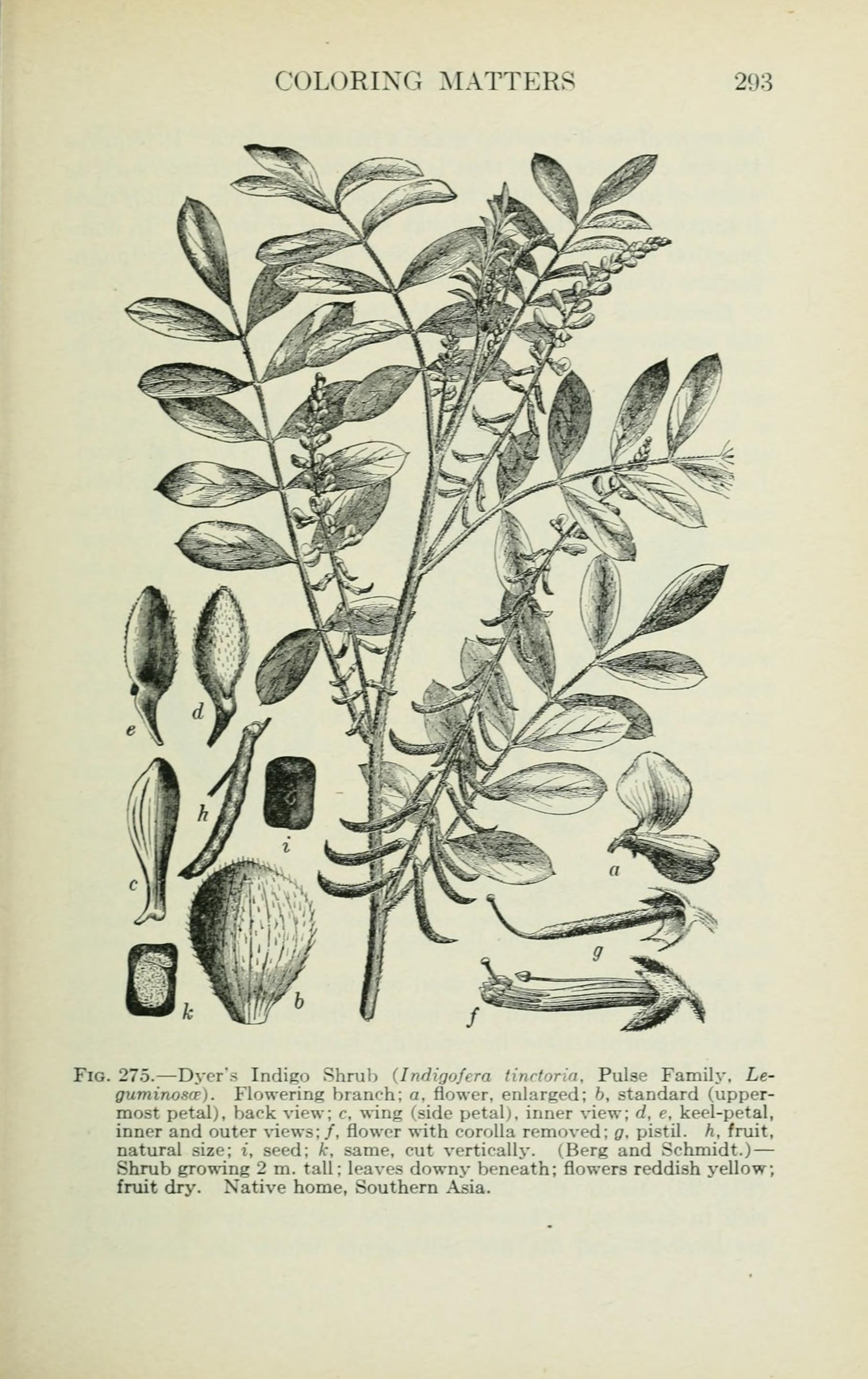
Illustration

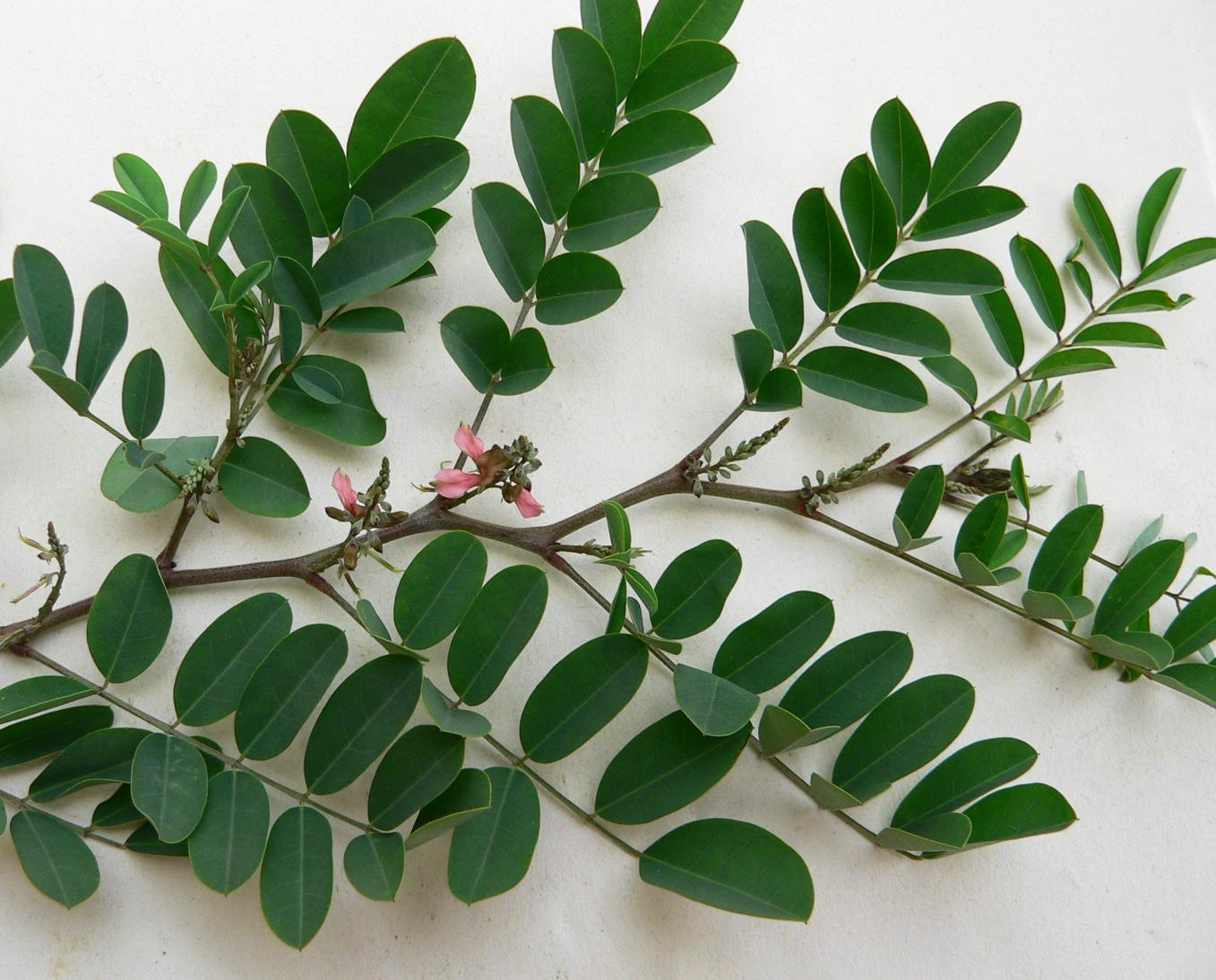
Blätter und Blütenstände

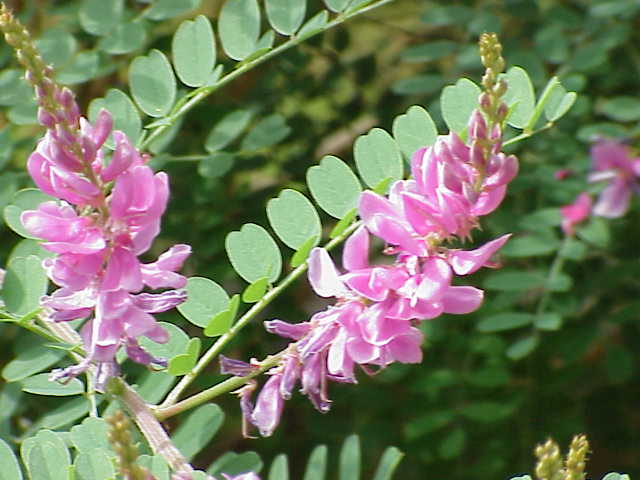
Indigopflanze blühend

Die tropische Indigopflanze (Indigofera tinctoria) ist eine Pflanzenart in der Familie der Hülsenfrüchtler (Fabaceae) aus der Unterfamilie der Schmetterlingsblütler. Die Heimat des Indigos liegt – abgesehen von Indien – im tropischen Afrika und in China.

## Beschreibung
Die Indigopflanze ist ein Halbstrauch oder eine ausdauernde, krautige Pflanze und wächst über 1,5 Meter hoch. Die Äste bzw. Stängel sind mehr oder weniger fein behaart.
Die Indigopflanze trägt wechselständige, kurze, gestielte und unpaarig gefiederte Laubblätter mit bis zu 17 Blättchen. Der bis 2–2,5 Zentimeter lange Blattstiel und die bis 7–8 Zentimeter lange Rhachis sind rinnig und fein behaart. Die kurz gestielten, das Endblättchen länger, eiförmigen bis verkehrt-eiförmigen oder elliptischen, abgerundeten bis eingebuchteten oder seltener spitzen, öfters feinstachelspitzigen, bis 1,5–3 Zentimeter langen Blättchen sind beidseits mehr oder weniger fein behaart, elliptisch und ganzrandig. Es sind kleine, meist abfallende Nebenblätter vorhanden. Winzige Nebenblättchen können vorkommen.
Es werden achselständige, kleine und vielblütige, fein behaarte Trauben gebildet. Die kleinen, zwittrigen, duftlosen und gestielten Schmetterlingsblüten sind rosa bis rötlich. Es sind jeweils kleine Tragblätter vorhanden. Der kleine Kelch ist kurz, fein behaart. Die Staubblätter sind diadelphisch. Die Schiffchenblätter sind kurz gespornt.
Es werden kleine, bis 3,5 Zentimeter lange und mehrsamige, längliche, zylindrische, gerade bis mehr oder weniger gekrümmte, leicht behaarte bis kahle, bespitzte Hülsenfrüchte mit verdickten Nähten und beständigem Kelch gebildet. Die bis zu 12 kleinen, braunen Samen sind kubisch und bis 2 Millimeter groß.
Die Chromosomenzahl beträgt 2n = 16.

## Taxonomie und Systematik
Die Indigopflanze wurde 1753 von Carl von Linné in Species Plantarum Band 2, Seite 751 als Indigofera tinctoria erstbeschrieben.
Es können 2 Varietäten unterschieden werden:
- Indigofera tinctoria var. arcuata J.B.Gillett: Sie kommt im tropischen Afrika vor.[3]
- Indigofera tinctoria var. tinctoria: Sie kommt von Indien bis Indochina ursprünglich vor.[3]

## Verwendung

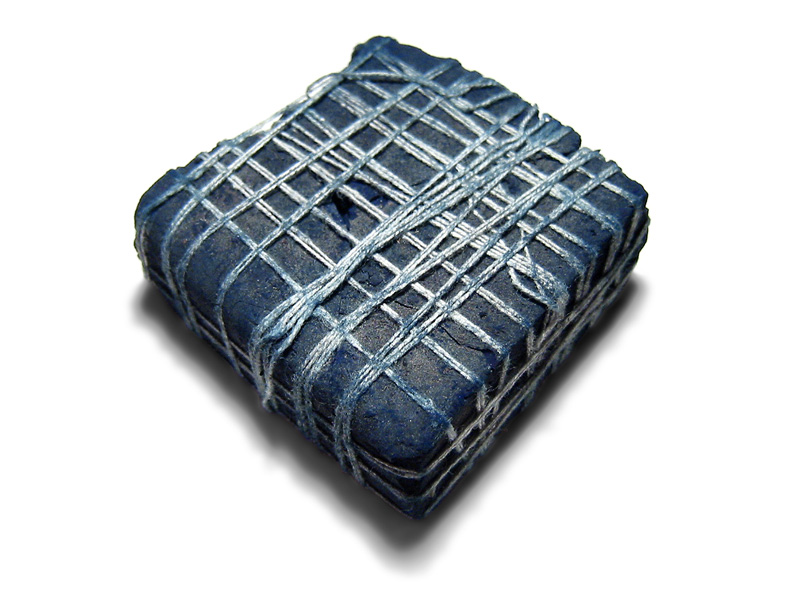
Indigo, Kuchen

Die Indigofera dient primär der Gewinnung des Indigo, eines wertvollen Farbstoffs, von dem die Farbe Indigo, ein tiefes Blau an der Grenze zum Violett, ihren Namen hat.
Die Blätter der Indigopflanze enthalten Indikan in einer Konzentration von 0,2–0,8 %. Dieser farblose und wasserlösliche Abkömmling der Aminosäure Tryptophan stellt den Vorläufer des Indigo dar, welches wie folgt gewonnen wurde:
1. Die geernteten Blätter wurden gewässert, damit das Indikan Glucose abspaltete (Hydrolyse).
2. Natürlich vorhandene Enzyme sorgten dafür, dass das Indikan innerhalb von etwa zehn Tagen zu gelbem Indoxyl abgebaut wurde (Fermentation).
3. Das Gärungsprodukt verband sich mit dem in der Luft enthaltenen Sauerstoff zum blauen Indigofarbstoff (Oxidation), der ausflockte.
4. Die Ausfällung wurde mit einer starken Base, wie zum Beispiel Natronlauge versetzt (Alkalisierung), in Kuchen gepresst, getrocknet und schließlich pulverisiert.

Heute wird der Indigofarbstoff synthetisch hergestellt.
Die getrockneten, gemahlenen Blätter von Indigopflanzen werden auch zum Haarefärben verwendet. So erreicht man eine dunkelbraune bis schwarze Färbung. Sie werden dazu auch mit anderen Pflanzen wie Henna gemischt („schwarzes Henna“).

## Kulturgeschichte des Indigo

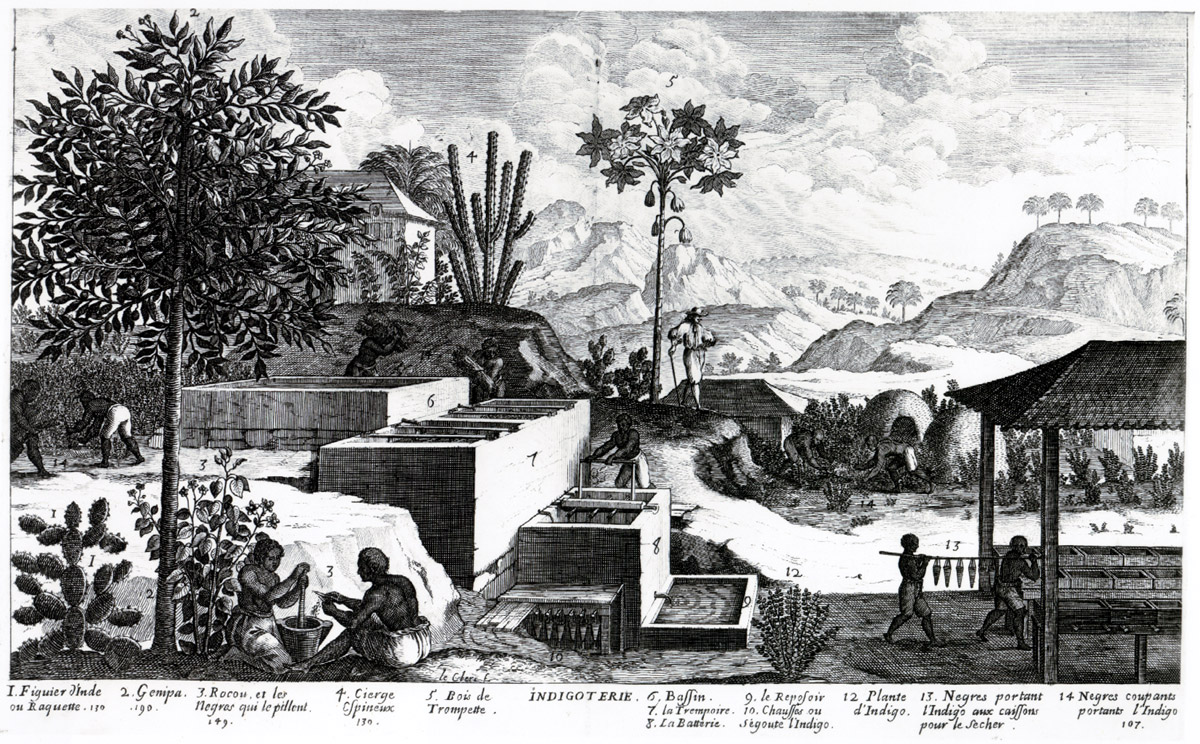
Arbeitsschritte in einer Indigoterie

Die Kultivierung des Indigostrauchs stammt aus den Herkunftsländern Indiens und Ostasiens und ist bereits 2500 v. Chr. in Ägypten nachweisbar. Plinius beschreibt die Herkunft aus Indien. Der Farbstoff komme im Schaum der Flüsse vor und werde an einer bestimmten Schilfart abgelagert, von dem ihn die Einheimischen absammelten. In Europa war Indigo bis zum 12. Jahrhundert selten, er wurde in kleinen Mengen über Syrien und Alexandria aus Indien importiert. Um 1420 wird er in einer venezianischen Frachtliste aufgeführt. Ab ca. 1600 wurde er in großen Mengen von den Niederländern aus Ostindien eingeführt und verdrängte den bis dahin zum Färben von Textilien gebrauchten Färberwaid.
Beroai ist ein japanischer Begriff für importiertes Indigo. Beroai war vor allem in der Bunsei- (1818–1830) und der darauf folgenden Tempō-Periode (1830–1844) beliebt. Ein Beispiel ist 36 Ansichten des Berges Fuji von Katsushika Hokusai aus der Tenpō-Periode.
1878 gelang Adolf von Baeyer erstmals die vollsynthetische Herstellung von Indigo. Seit 1897 wird synthetischer Indigo kommerziell vertrieben und hat die Indigoproduktion aus pflanzlichen Rohstoffen fast völlig verdrängt.

## Anbau

### Indien
Indigoanbau in Indien ist seit der Antike belegt. Die Pflanze wird in Sanskrit als Nila bezeichnet (Nil in Hindi).
Mitte des 19. Jahrhunderts hatten europäische Kapitalisten („Pflanzer“) in Britisch-Indien damit begonnen, im Bereich des permanent settlement von den örtlichen Großgrundbesitzern (Zamindar) Anbaurechte mittels sogenannter Tinkathia-Pachtverträge zu erwerben und die Bauern (raiyat) dazu zu verpflichten, 3/20stel ihres besten Landes mit der Indigo-Pflanze zu bebauen. Die Bauern mussten für den Erwerb des Saatguts zu verzinsende Vorschüsse durch Mittelsmänner akzeptieren, wobei betrügerische Verträge und Zinssätze von 50–500 % üblich waren. Die Pächter erhielten jedoch keinen Garantiepreis, sondern einen zur Erntezeit festgesetzten, der unter dem Marktwert lag. Problematisch war auch, dass sich Indigo nicht in die reguläre Fruchtfolge einbinden ließ. Der Farbstoff wurde in örtlichen Fabriken weiterverarbeitet. Als sich für die Pflanzer (thikadari) und ihre Mittelsmänner der Verkauf von Indigo nicht mehr rentierte, verlangten sie von den Bauern „Ablöse“ (tawan) und Pachtzuschläge (sharahbeshi). Die ausbeuterischen Praktiken führten 1859–1862 zu den sogenannten Indigo-Unruhen. Die letzten Reste des Tinkathia wurden erst 1917/18 nach der Champaran-Kampagne (nordöstliches Bihar) Mohandas Gandhis abgeschafft.

### Vereinigte Staaten

#### Übersicht
Auf dem Staatsgebiet der heutigen Vereinigten Staaten wurden erste Versuche, Indigo anzubauen, bereits Mitte des 17. Jahrhunderts unternommen. Kommerziell erfolgreich wurde der Indigoanbau in den britischen Kolonien jedoch erst, nachdem Elizabeth Lucas Pinckney (1722–1793) die Pflanze 1739 in South Carolina eingeführt hatte. Nach einer Reihe erfolgloser Versuche gelang es ihr 1747 erstmals, genug Indigo für eine Lieferung nach Großbritannien zu produzieren, wo die klimatischen Verhältnisse den Anbau der Pflanze nicht erlauben. Indigo aus South Carolina war im Königreich von da an stark nachgefragt, sodass er sich zu einem der landwirtschaftlichen Haupterzeugnisse der Kolonie entwickelte. Ihren Höhepunkt erreichte die Produktion im Jahr 1773.
Als während des Unabhängigkeitskrieges der britische Exportmarkt entfiel, wurde der Indigoanbau in South Carolina vom Reisanbau verdrängt. Nach Kriegsende konnte sich der amerikanische Indigo gegen den billigeren und besseren Indigo aus Indien nicht mehr behaupten. Am Ende des 18. Jahrhunderts wurde Baumwolle zum wichtigsten landwirtschaftlichen Produkt in South Carolina und verdrängte den Indigo noch weiter.
In geringem Umfang wurde Indigo auch in Georgia und Louisiana angebaut. In Louisiana wurde die Pflanze von den Franzosen seit 1718 angebaut; bis 1763 entwickelte Indigo sich dort zum wichtigsten Exportprodukt, wurde Ende des 18. Jahrhunderts jedoch von profitableren landwirtschaftlichen Erzeugnissen wie Baumwolle, Zuckerrohr und Tabak verdrängt. In Florida war Indigo im 17. Jahrhundert von den Spaniern eingeführt worden.

#### Indigoanbau und Sklaverei
Der Indigoanbau erforderte viel Handarbeit, allerdings nicht ganz so viel wie der Anbau von Zuckerrohr oder Reis. Auf die Saat (April) folgten auf dem nordamerikanischen Festland Anfang Juli ein erster Schnitt und Ende August oft ein zweiter Schnitt. Zu den Arbeiten, die beim Indigoanbau anfielen, gehörte das Vorbereiten, Pflügen, Hacken und Einebnen der Felder, das Säen, Unkrautziehen und erneutes Pflügen zum Belüften des Bodens. Nach dem Schnitt, der kurz vor der Blüte erfolgt, musste die Pflanze in Stücke geschnitten, gebündelt und am selben Tag noch weiterverarbeitet werden. Die Weiterverarbeitung umfasste das Wässern in Wannen oder Bottichen, wo sich der Farbstoff von der Pflanze löste und infolge eines Gärprozesses die erwünschte blaue Farbe erlangte. In dieser Phase war die Verarbeitung des Indigo besonders widerwärtig; der stinkende (und nach Ansicht vieler Zeitgenossen gesundheitsschädliche) Sud musste, nachdem er vom Rest der Pflanze abgegossen worden war, über Stunden hinweg unablässig gestampft werden, damit der Farbstoff sich vom Wasser trennte und in Flocken auf den Wannenboden niederschlug. Nach dem Abgießen des Wassers wurde der Farbstoff, der nun eine puddingartige Konsistenz hatte, in Stoffsäcke gelöffelt, um darin über Nacht weiter Wasser zu verlieren. Am nächsten Tag wurde die Masse in Formen gegeben, erneut gepresst und getrocknet, und schließlich in Würfel geschnitten.
Auf den Indigoplantagen der nordamerikanischen Kolonien arbeiteten von Anfang an Sklaven. Die Spanier hatten beim Indigoanbau zunächst indianische Sklaven eingesetzt, waren dann jedoch zu der Überzeugung gelangt, dass die Krankheiten, an denen diese in großer Zahl starben, durch die Indigoverarbeitung verursacht seien. Die Indianer wurden daraufhin durch Sklaven ersetzt, die direkt aus Afrika importiert waren. Auch in den französischen und britischen Kolonien arbeiteten auf den Indigoplantagen afrikanischstämmige Sklaven. Da die europäischen Kolonialherren wenig Erfahrung mit der Pflanze hatten, trug die Expertise dieser Sklaven, die mit dem Indigoanbau häufig bereits aus Afrika vertraut waren, zum Aufstieg der amerikanischen Indigoproduktion in erheblichem Umfang bei. Anders als in vielen anderen Arbeitsbereichen wurden die Sklaven auf den Indigoplantagen in South Carolina und Georgia nach dem Task-System eingesetzt, d. h., sie arbeiteten nicht unter einem Aufseher eine bestimmte Anzahl von Stunden in der Kolonne (Gang-System), sondern erhielten für jeden Tag definierte Aufgaben, was ihnen eine gewisse Verfügungsgewalt über ihre Zeit gab, die sie ja auch zur Bewirtschaftung ihrer Versorgungsgärten und -felder benötigten. Die Anbau- und Verarbeitungszyklen von Indigo und Reis ließen es zu, beide Pflanzen gleichzeitig von denselben Sklaven kultivieren zu lassen.